# Ibn al-Chaschschab
Abu’l-Fadl ibn al-Chaschschab (arabisch أبو الفضل بن الخشاب, DMG Abūʾl-Faḍl ibn al-Ḫaššāb; † 1125 in Aleppo) war ein Oberrichter (qādī l-qudāt) von Aleppo im frühen 12. Jahrhundert.
Ibn al-Chaschschab gehörte einer einflussreichen Aleppiner Familie an, die durch den Handel mit Holz zu Wohlstand gelangt war. Als radikaler Wortführer der sunnitischen Orthodoxie gelangte er zu Prominenz durch seine scharfen Predigten gegen islamische Glaubensabweichler, insbesondere gegen die in Aleppo stark präsente schiitische Gemeinde der sogenannten „Batiniten“ (Ismailiten, Nizariten, alias „Assassinen“), die vom Emir Radwan protegiert wurde. Mit dem seit 1098 erfolgten Vormarsch der christlichen Franken des ersten Kreuzzugs in den Orient nahm seine Agitation an Radikalität zu; er ist der erste bekannte Prediger der zum Dschihad (ǧihād) gegen die „Ungläubigen“ aus dem Abendland aufrief. Weil Emir Radwan gegenüber den Franken eine undurchsichtige Politik betrieb, war Ibn al-Chaschschab 1111 in Eigenverantwortung nach Bagdad gereist, um den dort residierenden Kalifen al-Mustazhir zu einem stärkeren Engagement im heiligen Kampf zu bewegen. Nachdem der Kalif diesem Ansinnen zunächst mit Gleichgültigkeit begegnet war, provozierte Ibn al-Chaschschab mit seinen Predigten einen mehrtägigen Volksaufruhr in der Stadt, der den Kalif und den regierenden Sultan Muhammad I. zur Entsendung eines Heeres unter dem Feldherrn Maudud zum Kampf gegen die Kreuzritter nötigte. 
Die Ermordung Maududs durch „Batiniten“ im Oktober 1113 und dem darauf folgenden Tod Emir Radwans im Dezember desselben Jahres brachte die Lage in Aleppo zum Eskalieren. Gemeinsam mit dem Polizeichef Said ibn Budai wurde Ibn al-Chaschschab in diesen Tagen zum Rädelsführer eines Pogroms gegen die lokale Ismailitengemeinde, dem hunderte ihrer Angehöriger zum Opfer fielen; die Überlebenden wurden ihres Eigentums beraubt und aus der Stadt vertrieben. Nach den folgenden Jahren der Anarchie unterstützte Ibn al-Chaschschab 1118 die Machtübernahme des Emirs Ilghazi. An dessen Seite führte er am 28. Juni 1119 die Aleppiner Miliz in die siegreiche Schlacht auf dem Blutfeld (Ager Sanguinis) gegen die Franken. Danach distanzierte er sich zunehmend von Emir Ilghazi, nachdem dieser gegenüber den Ismailiten ein gemäßigteres Auftreten an den Tag legte. Der Tod Ilghazis 1122 führte zu erneuter Anarchie in Aleppo, die von den Franken unter König Balduin II. von Jerusalem im Spätjahr 1124 zu einem Angriff auf die Stadt genutzt wurde. Ibn al-Chaschschab organisierte maßgeblich die Verteidigung und richtete dabei seinen Dschihad nun auch gegen die ortsansässige altorientalische Christengemeinde, die in Aleppo bereits seit fast tausend Jahren existierte. Mehrere ihrer Kirchenbauten ließ er zu Moscheen umwandeln, der orthodoxe Bischof wurde zum Exil gezwungen. Der Fall Aleppos wurde schließlich durch den Entsatz des Aq Sunqur al-Bursuqi verhindert, den Ibn al-Chaschschab am 29. Januar 1125 feierlich in der Stadt willkommen heißen konnte, worauf die Franken die Belagerung abbrachen.
Noch im selben Jahr wurde Ibn al-Chaschschab des Nachts in der Nähe seines Hauses aufgefunden, getötet durch mehrere Messerstiche. Obwohl nie ein Täter ermittelt werden konnte, wurde in der Geschichtsschreibung die Tat den „Batiniten“ zugeschrieben, die damit Vergeltung für das 1113 begangene Pogrom an ihrer Gemeinde verübt hätten, für das sich Ibn al-Chaschschab mitverantwortlich zeichnete.